# The Best of Guru's Jazzmatazz
Pour les articles homonymes, voir Best of.
Albums de Guru
Guru's Jazzmatazz: The Timebomb Back to the Future Mixtape
(2007) Guru 8.0: Lost and Found
(2009)
The Best of Guru's Jazzmatazz est une compilation de Guru, sortie le 12 février 2008.
Cet album inclut des morceaux des trois premiers albums de la série Jazzmatazz.

## Liste des titres
| No  | Titre                                                                                        | Durée |
| --- | -------------------------------------------------------------------------------------------- | ----- |
| 1.  | No Time to Play (featuring Ronny Jordan et Dee C. Lee)                                       | 4:54  |
| 2.  | Trust Me (featuring N'Dea Davenport)                                                         | 4:27  |
| 3.  | Slicker Than Most (featuring Gary Barnacle)                                                  | 2:35  |
| 4.  | Down the Backstreets (featuring Lonnie Liston Smith)                                         | 4:47  |
| 5.  | Sights in the City (featuring Carleen Anderson et Courtney Pine)                             | 5:09  |
| 6.  | Loungin' (featuring Donald Byrd)                                                             | 4:38  |
| 7.  | Respect the Architect (featuring Ramsey Lewis, Bahamadia, Brian Holt et DJ Scratch)          | 4:50  |
| 8.  | Watch What You Say (featuring Chaka Khan et Branford Marsalis)                               | 4:37  |
| 9.  | Lost Souls (featuring Jason Kay, Stuart Zender, Wallace Collins et Darren Galea)             | 4:11  |
| 10. | Choice Of Weapons (featuring Dee C. Lee, Gus Da Vigilante, Courtney Pine et Dennis Mitchell) | 4:24  |
| 11. | Looking Through Darkness (featuring Mica Paris)                                              | 4:47  |
| 12. | Keep Your Worries (Street Version) (featuring Angie Stone)                                   | 4:57  |
| 13. | Supa Love (featuring Kelis)                                                                  | 3:51  |
| 14. | Lift Your Fist (featuring The Roots)                                                         | 3:47  |
| 15. | Plenty (featuring Erykah Badu)                                                               | 4:33  |

| 16. | Choices (featuring N'dea Davenport et Bobbi Humphrey)                                    | 3:46 |
| 17. | Loungin' (Jazz Not Jazz Mix) (featuring Donald Byrd)                                     | 3:50 |
| 18. | Respect The Architect (Buckwild Remix) (featuring Ramsey Lewis, Bahamadia et DJ Scratch) | 4:13 |